# Многочлены Гегенбауэра
Многочле́ны Гегенба́уэра или ультрасфери́ческие многочле́ны в математике — многочлены, ортогональные на отрезке [−1,1] с весовой функцией {\displaystyle (1-z^{2})^{\alpha -1/2}}. Они могут быть явным образом представлены как
{\displaystyle C_{n}^{(\alpha )}(z)=\sum _{k=0}^{\lfloor n/2\rfloor }(-1)^{k}{\frac {\Gamma (n-k+\alpha )}{\Gamma (\alpha )k!(n-2k)!}}(2z)^{n-2k},}
где {\displaystyle \Gamma (s)} — гамма-функция, а {\displaystyle \lfloor n/2\rfloor } обозначает целую часть числа n/2.
Многочлены Гегенбауэра являются обобщением многочленов Лежандра и Чебышёва и являются частным случаем многочленов Якоби. Также многочлены Гегенбауэра связаны с представлением специальной ортогональной группы {\displaystyle SO(n)}. Они названы в честь австрийского математика Леопольда Гегенбауэра (1849—1903).

## Производящая функция и частные значения аргумента
Многочлены Гегенбауэра могут быть определены через производящую функцию:
{\displaystyle {\frac {1}{(1-2zt+t^{2})^{\alpha }}}=\sum _{n=0}^{\infty }C_{n}^{(\alpha )}(z)t^{n}.}
Поскольку производящая функция не меняется при одновременной замене {\displaystyle z\to -z}, {\displaystyle t\to -t}, то 
{\displaystyle C_{n}^{(\alpha )}(-z)=(-1)^{n}C_{n}^{(\alpha )}(z),}
из чего следует, что при чётном n многочлены Гегенбауэра содержат только чётные степени z, а при нечётном n — только нечётные степени z. 
Через производящую функцию можно получить значения многочленов Гегенбауэра при z=1 и z=0 как коэффициенты разложений {\displaystyle (1-t)^{-2\alpha }} и {\displaystyle (1+t^{2})^{-\alpha }} соответственно: 
{\displaystyle C_{n}^{(\alpha )}(1)={\frac {(2\alpha )_{n}}{n!}},}
{\displaystyle C_{n}^{(\alpha )}(0)={\frac {(-1)^{n/2}(\alpha )_{n/2}}{(n/2)!}}}   (для чётных n),       {\displaystyle C_{n}^{(\alpha )}(0)=0}   (для нечётных n),
где используется стандартное обозначение для символа Похгаммера,
{\displaystyle (\alpha )_{n}={\frac {\Gamma (\alpha +n)}{\Gamma (\alpha )}}}.

## Рекуррентное соотношение и частные случаи
Многочлены Гегенбауэра удовлетворяют следующему рекуррентному соотношению, которое можно использовать для построения полиномов с {\displaystyle n\geq 2}:
{\displaystyle C_{n}^{(\alpha )}(z)={\frac {1}{n}}[2z(n+\alpha -1)C_{n-1}^{(\alpha )}(z)-(n+2\alpha -2)C_{n-2}^{(\alpha )}(z)].}
В частности,
{\displaystyle {\begin{aligned}C_{0}^{(\alpha )}(z)&=1\\C_{1}^{(\alpha )}(z)&=2\alpha z\\C_{2}^{(\alpha )}(z)&=-\alpha +2\alpha (1+\alpha )z^{2}\\C_{3}^{(\alpha )}(z)&=-2\alpha (1+\alpha )z+{\tfrac {4}{3}}\alpha (1+\alpha )(2+\alpha )z^{3}\end{aligned}}}
и так далее.

## Дифференциальное уравнение и связь с другими функциями
Многочлены Гегенбауэра удовлетворяют дифференциальному уравнению Гегенбауэра
{\displaystyle (1-z^{2}){\frac {{\rm {d}}^{2}f}{{\rm {d}}z^{2}}}-(2\alpha +1)z{\frac {{\rm {d}}f}{{\rm {d}}z}}+n(n+2\alpha )f=0.}
При {\displaystyle \alpha ={\tfrac {1}{2}}} это уравнение сводится к дифференциальному уравнению Лежандра и, соответственно, многочлены Гегенбауэра сводятся к многочленам Лежандра.
Многочлены Гегенбауэра можно выразить через конечный гипергеометрический ряд
{\displaystyle C_{n}^{(\alpha )}(z)={\frac {(2\alpha )_{n}}{n!}}\,_{2}F_{1}\left(-n,2\alpha +n;\alpha +{\tfrac {1}{2}};{\tfrac {1}{2}}(1-z)\right).}
Многочлены Гегенбауэра являются частным случаем многочленов Якоби {\displaystyle P_{n}^{(\mu ,\nu )}(z)} c {\displaystyle \mu =\nu =\alpha -{\tfrac {1}{2}}}:
{\displaystyle C_{n}^{(\alpha )}(z)={\frac {(2\alpha )_{n}}{(\alpha +{\frac {1}{2}})_{n}}}P_{n}^{(\alpha -1/2,\;\alpha -1/2)}(z).}
Производная многочлена Гегенбауэра выражается через многочлен со сдвинутыми индексами
{\displaystyle {\frac {\rm {d}}{{\rm {d}}z}}C_{n}^{(\alpha )}(z)=2\alpha C_{n-1}^{(\alpha +1)}(z).}
Они могут быть выражены через формулу Родрига
{\displaystyle C_{n}^{(\alpha )}(z)={\frac {(-2)^{n}}{n!}}{\frac {\Gamma (n+\alpha )\Gamma (n+2\alpha )}{\Gamma (\alpha )\Gamma (2n+2\alpha )}}(1-z^{2})^{-\alpha +1/2}{\frac {{\rm {d}}^{n}}{{\rm {d}}z^{n}}}\left[(1-z^{2})^{n+\alpha -1/2}\right].}

## Ортогональность и нормировка
Для данного {\displaystyle \alpha } многочлены Гегенбауэра ортогональны на отрезке [−1,1] с весовой функцией {\displaystyle (1-z^{2})^{\alpha -1/2}}, то есть (для n ≠ m),
{\displaystyle \int _{-1}^{1}C_{n}^{(\alpha )}(z)C_{m}^{(\alpha )}(z)(1-z^{2})^{\alpha -1/2}\,{\rm {d}}z=0.}
Они нормализованы как
{\displaystyle \int _{-1}^{1}\left[C_{n}^{(\alpha )}(z)\right]^{2}(1-z^{2})^{\alpha -1/2}\,{\rm {d}}z={\frac {2^{1-2\alpha }\pi \Gamma (n+2\alpha )}{n!(n+\alpha )[\Gamma (\alpha )]^{2}}}.}

## Случай комплексного аргумента
Если {\displaystyle z=x+{\rm {i}}y}, где {\displaystyle x} и {\displaystyle y} — действительные переменные (и {\displaystyle \alpha } тоже действительна), то действительную и мнимую части полиномов Гегенбауэра можно выразить в следующем виде:
{\displaystyle {\rm {Re}}\left[C_{n}^{(\alpha )}(x+{\rm {i}}y)\right]=\sum _{k=0}^{\lfloor n/2\rfloor }{\frac {(-1)^{k}2^{2k}(\alpha )_{2k}}{(2k)!}}\;C_{n-2k}^{(2k+\alpha )}(x)\;y^{2k},}
{\displaystyle {\rm {Im}}\left[C_{n}^{(\alpha )}(x+{\rm {i}}y)\right]=\sum _{k=0}^{\lfloor (n-1)/2\rfloor }{\frac {(-1)^{k}2^{2k+1}(\alpha )_{2k+1}}{(2k+1)!}}\;C_{n-2k-1}^{(2k+\alpha +1)}(x)\;y^{2k+1}.}